# ماسي أوكا
ماسي اوكا (باليابانية:マシ・オカ) ممثل أمريكي من مواليد 27 ديسمبر 1974 في مدينة طوكيو، اشتهر بدور هيرو ناكامورا في مسلسل الأبطال.

## روابط خارجية
- ماسي أوكا على موقع IMDb (الإنجليزية)
- ماسي أوكا على موقع روتن توميتوز (الإنجليزية)
- ماسي أوكا على موقع ألو سيني (الفرنسية)
- ماسي أوكا على موقع أول موفي (الإنجليزية)
- ماسي أوكا على موقع قاعدة بيانات الأفلام السويدية (السويدية)
- ماسي أوكا على موقع إن إن دي بي (الإنجليزية)
- ماسي أوكا على موقع قاعدة بيانات الفيلم (الإنجليزية)
- ماسي أوكا على موقع كينوبويسك (الروسية)